# Pichia occidentalis
Pichia occidentalis är en svampart som först beskrevs av Kurtzman, M.J. Smiley & C.J. Johnson, och fick sitt nu gällande namn av Kurtzman, Robnett & Basehoar-Powers 2008. Pichia occidentalis ingår i släktet Pichia och familjen Pichiaceae.   Inga underarter finns listade i Catalogue of Life.